# نظام أبوي
النظام الأبوي أو النظام الذكوري (بالإنجليزية: Patriarchy)‏ (وقد تسمى البطريركية كمصطلح منقحر) هو تنظيم اجتماعي يتميز بسيادة الذكر الرئيس (الأب) وتبعية النساء والذريّة له بما فيه التبعية القانونية، وتفترض التوريث واستكمال الإنتساب لذكور من السلالة، متوسلة -عادة- بالأعراف والتقاليد. ويُقصد بها الإستحقاق وهيمنة شخص -غالبا ذكر- مستحثاً بصفة موازية لكبير العشيرة أو القبيلة، كالأب في العائلة أو كرأس للكنيسة وغيرها. وكذلك يستخدم المصطلح للإشارة لسلطة الذكور على النساء تحديدا.
أصل كلمة «بطريركية» يوناني (باليونانية: πατριάρχης)‏ (پاتريا-ارخيس\پاتريآرخيس) تعني كبير العشيرة أو العائلة وهي لفظة مركبة من πατριά (پاتريا)، وتعني عشيرة، و ἄρχειν (آرخن) وتعني التقدم والرياسة. فالبطريرك هو الأب (الكبير) والبطريركية سلطة ذلك الأب أو رب العائلة.
في الأنثروبولوجيا الكلاسيكية، يشير مصطلح “النظام البطريركي” إلى العائلات والفئات الاجتماعية والهيكليات المهنية والسياسية التي يتولّى فيها الرجال مواقع السلطة. بالنسبة إلى الحركات النسوية في أوروبا وأميركا الشمالية، يُقصد بالبطريركية نظامٌ اجتماعيٌ لهيمنة الذكور على النساء. وقد عرّفت عالمة الأنثروبولوجيا سعاد جوزيف البطريركية (أو النظام الأبوي) على أّنها: تفضيل الذكور والأكبر سنًا واستغلال بنى القرابة وأخلاقياتها واصطلاحاتها لتشريع السيطرة القائمة على أسس النوع الاجتماعي والعمر ”. ويُشار أيضًا إلى النظام نفسه بمصطلح “الأبوية” في اللغة العربية وفي بعض أوساط الناشطين للدلالة على صورة الأب بوصفه الزعيم.
يرتبط النظام الأبوي بمجموعة من الأفكار تعمل على تفسير وتبرير هذه الهيمنة وتنسبها إلى اختلافات طبيعية متأصلة بين الرجل والمرأة. يميل علماء الاجتماع إلى رؤية النظام الأبوي على أنه نتاج اجتماعي وليس نتيجة للاختلافات الفطرية بين الجنسين ويركزون الانتباه على الطريقة التي تؤثر بها أدوار الجنسين في المجتمع على فروق القوة بين الرجال والنساء.
تاريخياً، تجلى النظام الأبوي في التنظيم الاجتماعي والقانوني والسياسي والديني والاقتصادي لمجموعة من الثقافات المختلفة. إن معظم المجتمعات المعاصرة في الوقت الحالي هي مجتمعات أبوية في الممارسة.

## تاريخ

### ما قبل التاريخ

#### التقسيم الجنسي للعمال
تمثلت بعض الشروط المسبقة لتطور النظام الأبوي في زيادة استثمار الآباء في رعاية الأبناء، وهو ما يُعرف أيضًا بالأبوة، وظهور تقسيم جنسي للعمل. وقد أشار العديد من الباحثين إلى أن أولى العلامات على وجود تقسيم جنسي للعمل تعود إلى حوالي مليوني سنة مضت، في عمق تاريخ البشرية التطوري.  
يرتبط هذا التطور بفترة شح الموارد في إفريقيا قبل حوالي مليوني سنة. في كتاب "اصطياد النار: كيف جعلنا الطهي بشرًا" الصادر عام 2009، اقترح عالم الرئيسيات البريطاني ريتشارد رانغهام أن أصل تقسيم العمل بين الذكور والإناث قد يكون نشأ مع اختراع الطهي. يُقدر أن هذا الاختراع تزامن مع تمكن البشر من التحكم في النار قبل ما بين مليون إلى مليوني سنة.  
وقد طُرحت فكرة مشابهة مبكرًا من قبل فريدريك إنجلز في مقال غير مكتمل كتبه عام 1876.

#### التسلسل الهرمي الجنسي
تشير الأدلة الأنثروبولوجية والأثرية والنفسية التطورية إلى أن معظم المجتمعات ما قبل التاريخ كانت تتسم بقدر من المساواة، وأن الهياكل الاجتماعية الأبوية لم تتطور إلا بعد نهاية حقبة البليستوسين كنتيجة لتطورات اجتماعية وتقنية مثل الزراعة واستئناس الحيوانات. وفقًا لروبرت ستروازيه [الإنجليزية]، لم تكشف الأبحاث التاريخية حتى الآن عن حدث محدد يمكن اعتباره "البداية" لنشوء النظام الأبوي. أما المؤرخة غيردا ليرنر فتؤكد في كتابها الصادر عام 1986 بعنوان "نشأة النظام الأبوي" أنه لم يكن هناك حدث واحد بعينه أدى إلى نشوء هذا النظام، بل ظهر النظام الأبوي في أماكن وأزمنة مختلفة حول العالم. ويشير بعض الباحثين إلى أن ظهور الزراعة قبل حوالي ستة آلاف عام (4000 قبل الميلاد) كان من بين العوامل المهمة في ذلك.  
في النظرية الماركسية، كما أوضحها بشكل رئيسي فريدريك إنجلز في كتابه "أصل العائلة والملكية الخاصة والدولة" (1884)، يُعزى أصل النظام الأبوي إلى ظهور الملكية الخاصة، التي كانت تقليديًا تحت سيطرة الرجال. وفقًا لهذه الرؤية، كان الرجال يديرون الإنتاج المنزلي ويسعون للسيطرة على النساء لضمان انتقال الممتلكات العائلية إلى نسلهم (الذكور)، بينما كانت أدوار النساء تقتصر على العمل المنزلي والإنجاب. ومع ذلك، تعترض غيردا ليرنر على هذه الفكرة، معتبرة أن النظام الأبوي نشأ قبل تطور المجتمعات الطبقية وقبل ظهور مفهوم الملكية الخاصة.  
تظهر هيمنة الرجال على النساء في الشرق الأدنى القديم منذ حوالي عام 3100 قبل الميلاد، حيث سُجلت قيود على قدرة النساء الإنجابية واستبعادهن من "عملية التمثيل أو بناء التاريخ". وفقًا لبعض الباحثين، ظهر أيضًا استبعاد النساء من "الميثاق الإلهي-الإنساني" مع ظهور العبرانيين.
تؤكد عالمة الآثار ماريا غيمبوتاس أن موجات الغزاة القادمين من سهول أوكرانيا إلى الثقافات الزراعية المبكرة في أوروبا القديمة بمنطقة بحر إيجه والبلقان وجنوب إيطاليا، قد أسست لهيمنة الذكور وأدت إلى نشوء النظام الأبوي في المجتمع الغربي. من جانبه، يرى ستيفن تايلور أن صعود الهيمنة الأبوية ارتبط بظهور مجتمعات سياسية هرمية منظمة اجتماعيًا، إلى جانب العنف المؤسسي وتطور مفهوم الأنا الفردية المنفصلة، وهو ما ارتبط بفترة من الضغوط المناخية.

## نشأة النظام الأبوي
ترتبط نشأة النظام الأبوي ارتباطًا وثيقًا بمفهوم إختلاف الأدوار بين الجنسين، ومجموعة المعايير الاجتماعية والسلوكية التي تُعتبر مناسبة اجتماعيًا للأفراد من جنس معين. يرتكز النظام الأبوي على الرجل باعتباره الشخصية الرئيسية للسلطة المركزية للتنظيم الاجتماعي حيث يمتلك الآباء سلطة على النساء والأطفال والممتلكات.
أجريت دراسة قبل القرن التاسع عشر للبحث عن العلاقة بين الإختلاف البيولوجي بين الذكر والأنثى ودور كل منها، كانت هذه الدراسة لاهوتية في المقام الأول واعتبرت النظام الأبوي هو «النظام الطبيعي». اتفقت هذه الدراسة بشكل مجازي غير مباشر مع أفكار تشارلز داروين حول تطور الكائنات الحية في كتابه «أصل الأنواع». شرح تشارلز داروين التطور من المنظور البيولوجي والذي أصبح اليوم النظرية العلمية المقبولة في الوسط العلمي. وسرعان ما طبق علماء الأحياء مثل ألفريد راسل والاس نظريه الداروينية الاجتماعية (أو تطبيق المبادئ التطورية لتطور البشر وعلاقتها بممارساتنا الاجتماعية) على الجنس البشري.
يستخدم اليوم علم الأحياء الاجتماعي لتفسير الإختلافات البيولوجية بين الجنسين وعلاقتها بالأدوار الاجتماعية. ووفقًا لعلماء الأحياء الاجتماعية، فقد نشأت الأبوية وتأثرت نتيجة للبيولوجيا المتأصلة في الأجناس أكثر من كونها نتيجة للتكيف الاجتماعي. أحد علماء الأحياء الاجتماعية المعاصرين وهو ستيفن جولدبيرج (والذي كان حتى تقاعده عالم اجتماع في كلية مدينة نيويورك). نشر كتابه «حتمية النظام الأبوي» في عام 1973 والذي قدم فيه تفسيرًا بيولوجيًا لهيمنة الذكور. جادل غولدبرغ بأن هيمنة الذكور هي «نظام طبيعي» نتيجة لتركيبة الذكور البيولوجية. تبدأ إحدى النظريات الاجتماعية التطورية حول أصل النظام الأبوي بالرأي القائل بأن الإناث دائمًا ما تستثمر وقتها في إنجاب الأطفال وتربيتهم وتكثير النسل أكثر من الذكور، ونتيجة لذلك، تعتبر الإناث موردًا يتنافس عليه الذكور، تسمى هذه النظرية مبدأ بيتمان. وأحد الأشياء المهمة التي تفضلها الأنثى في اختيار الشريك هو أن يتحكم الذكور في الموارد من أجل مساعدتها ومساعدة نسلها. وهذا بدوره يؤدي إلى الضغط على الرجال ليكونوا قادرين على المنافسة مع الرجال الآخرين والنجاح في كسب الموارد وهو ما يؤدي بدوره إلى بروز الذكور كقوة مهيمنة ومسيطرة.
وفقًا لإحدى المدارس الفكرية، يرجح أن النظام الأبوي قد ظهر منذ حوالي 12000 عام مع ظهور الزراعة وبناء المساكن وحاجة الناس في الاستقرار. كانت هذه المجتمعات الصغيرة بحاجة إلى موارد غذائية بشكل مستمر وإلى من يدافع عنها ضد الحيوانات المفترسة والمخاطر الأخرى، لذا أصبح الذكور الأقوى جسديًا يمارسون هذا الدور. بدأ الآباء والأبناء والأعمام والأجداد في العيش بالقرب من بعضهم البعض، وصارت الممتلكات تورث في سلالة الذكور، وقلت استقلالية الإناث وظهرت التبعية للذكور بشكل غريزي بيولوجي بسبب حاجة الإناث إلى الحماية والغذاء، ونتيجة لذلك (كما تقول المدرسة الفكرية) ظهرت الأبوية.
أَثُبِّتَت صحة هذه النظرية من خلال دراسة نُشرت في عام 2004. درس الباحثون في جامعة سابينزا في روما، إيطاليا، الحمض النووي للميتوكوندريا (الموروث من الأمهات) والعلامات الجينية على كروموسوم Y (الموروث من الآباء) في 40 مجموعة عرقية تعيش في أفريقيا جنوب الصحراء الكبرى. أشارت الدراسة إلى أن النساء اللواتي يعيشون في المجتمعات القائمة على الصيد لتأمين الغذاء كن أكثر عرضة للبقاء مع أمهاتهن بعد الزواج من النساء اللواتي يعيشون في المجتمعات المنتجة للغذاء (العاملة في الزراعة مثلا). بينما كان العكس بالنسبة للرجال، مما يشير إلى أن الزراعة مرتبطة بالفعل بالمجتمعات الأبوية وظهورها.

## النظام الأبوي والنظام الذكوري
تستخدم الحركات النسوية مصطلح النظام الأبوي والنظام الذكوري بنفس المعنى وهو استخدام خاطئ بسبب وجود فروق جوهرية في المعنى. فمصطلح النظام الأبوي يتميز عن مصطلح النظام الذكوري في بعض الجوانب، وذلك أن النظام الذكوري يشير إلى نظام سيطرة الرجل/الذكر، في حين أن المجتمع الأبوي يشير إلى سلطة الأب، والتي هي بُنْيَة وسلطة لكل ما هو خاضع لسلطة الأب/المتحكم.

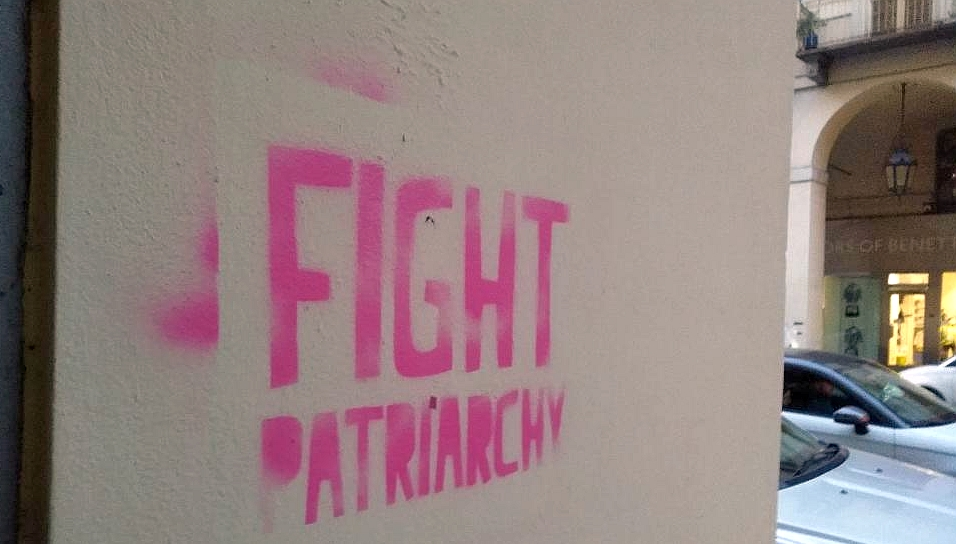
لافتة في مدينة تورينو تدعو لنبذ النظام الأبوي

وهذا المفهوم مرتبط بالمجتمعات التقليدية ذات الطبيعة القبليّة والعشائرية، إلا أن أنماطه الحديثة ذات طبيعة مختلفة، حيث يُعدُّ الطابع الذكوري والنمط الجماعي التقليدي أحد مكوناته وليس كلها.وبناءً على ذلك، يكون مصطلح النظام الذكوري جزء من النظام الأبوي.
قامت الباحثة كاري إل.لوكاسفي في كتابها خطايا “تحرير” المرأة بمحاولة لمعرفة سبب التباين بين الجنسين هل هو بيولوجي أم يرجع للتنشئة؟ على أمل أن تثبت أكذوبة أن الاختلافات السلوكية والذهنية بين الجنسين هي بسبب الاختلافات البيولوجية بينهما، ولكنها وبعد مراجعة عدد كبير من البحوث حول الموضوع أعلنت أنها غيرت رأيها، حيث صرحت بوجود اختلافات حقيقية بين الجنسين، وفي بعض الأحيان اختلافات هائلة فيما يخص بعض القدرات الذهنية، وأن العادات الاجتماعية بلا شك لها تأثير على اكتساب بعض ملامح التمايز الجنسي، حيث وجدت دليلا قويا على أن الاختلافات البيولوجية بين الجنسين لها الدور الأكبر في تكوين العادات.

## شهادة من نسوية
تُعتبر المجتمعات السائد بها النظام الأبوي أكثر اماناً للمرأة في الغالب، وذلك حسب ما اشارت الناشطة النسوية سابقا (ايمي ماسترين) إذ قامت بكتابة مقال يهاجم النسويات ويبين أهمية النظام الأبوي لحماية المجتمعات، تقول ايمي ماسترين:

### مفاهيم عامّة
- نقد اجتماعي
- تقاطع أشكال التمييز
- سيادة البيض
- استبعاد اجتماعي
- امتياز (عدم مساواة اجتماعية)
- امتياز الذكورة
- ذكورة سامة
- ذكورة
- المركزية الذكورية
- ذكورية
- ذكورة مهيمنة
- كره الرجال
- كره النساء

### حركات
- النسوية السوداء
- حركة حقوق الرجال
- حركة رجولية
- تأييد النسوية

### مؤلفات
- عقدة النوع: الكشف عن إرثنا للنظام الأبوي
- أسطورة القوة الذكورية

### نظريات إجتماعية
- اضطهاد ثلاثي
- المرأوية

### شخصيات مؤثرة
- أنجيلا ديفيس
- باتريشيا هيل كولينز
- كيمبريلي وليامز كرينشو

### مفاهيم أكاديمية
- دراسات النوع الاجتماعي
- دراسات الرجال
- دراسات المرأة

### أخرى
- الذكر الفخري